# 7113 Ostapbender
7113 Ostapbender (1986 SD2) là một tiểu hành tinh vành đai chính được phát hiện ngày 29 tháng 9 năm 1986 bởi L. G. Karachkina ở Nauchnyj.